# Ivan Bitzi
Ivan Bitzi (* 4. August 1975) ist ein ehemaliger Schweizer Leichtathlet. Seine Spezialdisziplin war der 110-Meter-Hürdenlauf. Er war mehrfacher Schweizermeister und ist Schweizer Rekordhalter über 50 m. Auch war er Rekordhalter über 60 m Hürden. Bitzi nahm mehrmals an internationalen Meisterschaften teil. Er startete für die Leichtathletikvereinigung Horw. Im Oktober 2006 gab er seinen Rücktritt vom Spitzensport bekannt.
Bitzi wohnt in der Gemeinde Kriens. Er arbeitet in der Stadt Luzern in der Abteilung Siedlungsentwässerung und Naturgefahren. Er ist verheiratet und Vater von zwei Kindern.

## Erfolge
- 1999: Schweizer Meister 110 Meter Hürden
- 2002: Schweizer Meister 110 Meter Hürden; Halbfinal Europameisterschaften 110 Meter Hürden, Halbfinal Halleneuropameisterschaften 60 Meter Hürden
- 2003: Halbfinal Hallenweltmeisterschaften 60 Meter Hürden
- 2004: Halbfinal Hallenweltmeisterschaften 60 Meter Hürden
- 2005: Teilnehmer Weltmeisterschaften 110 Meter Hürden; Halbfinal Halleneuropameisterschaften 60 Meter Hürden
- 2006: Schweizer Meister 110 Meter Hürden; Halbfinal Europameisterschaften 110 Meter Hürden; Halbfinal Hallenweltmeisterschaften 60 Meter Hürden

## Persönliche Bestleistungen
- 110-Meter-Hürdenlauf: 13,52 s, 10. Juli 2005 in Meilen
- 100-Meter-Lauf: 10,76 s, 30. August 2003 in Inwil
- 60-Meter-Hürdenlauf: 7,62 s, 17. Februar 2002 in Magglingen, damals Schweizer Rekord
- 50-Meter-Hürdenlauf: 6,52 s, 5. Februar 2006 in St. Gallen, Schweizer Rekord